# Устюгов Сергій Олександрович
Сергій Олександрович Устюгов (8 квітня 1992 , Міждуріченський, Тюменська область ) — російський лижник, дворазовий чемпіон світу 2017 року (у скіатлоні та командному спринті), переможець багатоденних перегонів Тур де Скі 2016—2017, триразовий чемпіон світу серед молоді, п'ятиразовий чемпіон світу серед юніорів. Заслужений майстер спорту Росії (2017). Успішно виступає і в спринтерських, і в дистанційних перегонах.
Є військовослужбовцем військ національної гвардії Російської Федерації, має військове звання «майор».

## Кар'єра
Сергій Устюгов почав займатися лижними перегонами 2001 року в СДЮШОР з біатлону селища Міждуріченський, перший тренер — Іван Брагін.
2011 року Сергій Устюгов здобув золоту медаль у спринті на чемпіонаті світу з лижних перегонів серед юніорів в Отепяе (Естонія). 2012 року Сергій Устюгов став чотириразовим переможцем чемпіонату світу серед юніорів в Ерзурумі (Туреччина). Тоді він виграв золото у спринті, перегонах на 10 км, скіатлоні та у складі естафетної команди. 2013 року на першості світу з лижних видів спорту серед юніорів та молоді в Ліберці (Чехія) Сергій Устюгов у категорії до 23 років здобув дві золоті медалі — у перегонах на 15 км вільним стилем та у скіатлоні на 30 км. 2014 року на чемпіонаті з лижних перегонів серед молоді у Валь-ді-Фьємме він виграв золото в індивідуальному спринті.
У Кубку світу Устюгов дебютував 6 лютого 2011 року, тоді ж уперше потрапив до десятки найкращих на етапі Кубка світу, в естафеті. Загалом за свою кар'єру він 22 рази (у особистих перегонах) потрапляв на п'єдестал пошани етапів Кубка світу. У доробку Устюгова — п'ятнадцять перемог. Ще шість разів він був другим і сім разів третім. Найкраще досягнення Устюгова в загальному заліку Кубка світу — четверте місце у сезоні 2015—2016 років.
На чемпіонаті світу 2013 року у Валь-ді-Фьємме в складі команди став бронзовим призером в естафеті, в особистих перегонах посів 47-ме місце на дистанції 15 км вільним стилем.
На подіум на етапах Кубка світу вперше потрапив на етапі в Давосі 15 грудня 2013 року, посівши 3-тє місце у спринті вільним стилем. Наступного місяця виграв етап у чеському Нове Место-на-Мораві у спринті вільним стилем.
На Олімпійських іграх 2014 року в Сочі у фіналі особистого спринту, хоч і був одним із головних претендентів на перемогу, посів п'яте місце, впавши у фіналі.
У травні 2014 року оголошено, що Сергій Устюгов переходить з дистанційної збірної Росії, якою керував Олег Перевозчиков, до окремої групи збірної Росії під керівництвом швейцарсько-німецького дуету тренерів Рето Бургермайстера та Ізабель Кнауте.
У січні 2015 року також разом з Олексієм Пєтуховим переміг у командному спринті на етапі Кубка світу в Отепяе. На етапі в Рибинську посів 2-ге місце в спринті вільним стилем та 3-тє місце в індивідуальних перегонах на 15 км вільним стилем.
2016 року посів 3-тє місце за підсумками багатоденних перегонів Тур де Скі 2016. На етапі в Нове-Место виграв срібло та бронзу на дистанції 15 км вільним стилем та естафеті відповідно. У лютому 2016 року на етапі Кубка світу у шведському Фалуні виграв мас-старт на 15 км вільним стилем. У березні 2016 року посів 2-ге місце на багатоденних перегонах «Тур Канади», під час якого потрапив на п'єдестал пошани у п'яти перегонах туру та поступившись лише Мартіну Сундбю.
У жовтні 2016 року стало відомо про конфлікт між Бургермайстер-Кнауте та кількома лижниками (зокрема, Сергієм Устюговим, Євгеном Бєловим та Станіславом Волженцевим). Президент Федерації лижних перегонів Росії та головний тренер збірної Росії Олена В'яльбе дозволила лижникам перейти з групи Бургермайстера-Кнауте до групи іншого німецького спеціаліста Маркуса Крамера, у якого тоді вже тренувався Олімпійський чемпіон 2014 року Олександр Легков та низка інших сильних лижників.
У січні 2017 року Сергій Устюгов виграв Тур де Скі 2016-2017. На всіх етапах багатоденних перегонів він виступив чудово: виграв 5 перших етапів і на шостому етапі (15 км КС, мас-старт) посів 2-ге місце, поступившись 2,2 с Мартіну Сундбю. Перед останнім сьомим етапом Сергій посідав 7-ме місце і мав 1 хв 12 сек. переваги над найближчим із переслідувачів, норвежцем Мартіном Сундбю. Впевнено провівши останні перегони з підйомом у гору Альп-де-Черміс, Сергій Устюгов зберіг гандикап та виграв Тур. Отже, Устюгов став другим після Олександра Легкова російським лижником, який переміг на Тур де Скі. А ще Сергій Устюгов встановив рекорд із кількості перемог поспіль на етапах одного туру (5). До цього найбільше перегонів туру (4) вигравав норвежець Сундбю.

### Чемпіонат світу з лижних видів спорту 2017
23 лютого Сергій завоював срібну медаль в особистому спринті вільним стилем, поступившись лише 26-річному італійцеві Федеріко Пеллегріно.
25 лютого Устюгов виграв золоту медаль у скіатлоні 15+15 км. За кілька кілометрів до фінішу Устюгов та Сундбю створили відрив від основної групи. На одному з останніх підйомів Сундбю прискорився, але зламав палицю. Внаслідок цього норвежець відстав від Устюгова на кілька десятків метрів і не зміг поборотися із Сергієм за золото на фініші. Отже, Сергій Устюгов вперше у кар'єрі завоював титул чемпіона світу.
26 лютого Сергій виступав у командному спринті класичним стилем разом із дворазовим чемпіоном світу 31-річним Микитою Крюковим. На останньому етапі за Росію біг Устюгов. За 30 секунд до фінішу він йшов четвертим після норвежця Еміля Іверсена, фіна Ійво Нісканена та чемпіона світу 2017 року в особистому спринті італійця Федеріко Пеллегріно. Норвежець та фін йшли попереду, а російський та італійський лижники дещо відставали. На викочуванні до стадіону фін упритул під'їхав до норвежця, і під час перебудови на іншу лижню Іверсена спортсмени зіштовхнулися. Обидва лижники впали, норвежець зламав палицю, а Пеллегріно та Устюгов об'їхали суперників, що впали. На фініші Сергій потужно прискорився й упевнено виграв золото, випередивши італійця на 2,14 секунди, третім фінішував Нісканен. Устюгов виграв свою другу золоту медаль на чемпіонаті світу, а Крюков став першим в історії радянського та російського спорту триразовим чемпіоном світу.
Наступні перегони чемпіонату, 15 км із роздільного старту класичним стилем, Устюгов пропустив. В естафеті 4×10 км Сергій біг на останньому етапі. Після 3 етапів Росія відставала від Норвегії приблизно на 17 секунд, Устюгов зміг скоротити відставання до 4 секунд, але не зміг поборотися за перемогу, здобувши свою другу медаль в естафетах на чемпіонатах світу.
Останніми перегонами чемпіонату був марафон 50 км вільним стилем, який Устюгов, з його слів, біг лише вдруге у кар'єрі. Приблизно за кілометр до фінішу трійця у складі канадця Алекса Гарві, Устюгова та Сундбю відірвалася від основної групи. Після фінішного спурту золото виграв Гарві, Устюгов став другим, а бронзову медаль здобув фін Матті Хейккінен, Сундбю став лише п'ятим.
За підсумками всього турніру Сергій Устюгов повторив рекорд норвежців Б'єрна Делі та Петтера Нуртуга за кількістю медалей на одному чемпіонаті світу — 5 медалей (2 золота та 3 срібла). А ще Сергій зрівнявся за кількістю нагород чемпіонатів світу з Олексієм Прокуроровим (шість медалей).

## Родина
Сергій Устюгов народився в селищі Міждуріченський, він наймолодша дитина в сім'ї, за національністю — мансі. Всупереч деяким думкам у пресі, Сергій не є родичем російського біатлоніста Євгена Устюгова.
Дружина — Олена Соболєва, лижниця збірної Росії. 17 січня 2020 року у Сергія та Олени Устюгових народилася дочка Кіра.

## Результати за кар'єру
Усі результати наведено за даними Міжнародної федерації лижного спорту.

### Олімпійські ігри
| Рік  | Вік | 15 км індивідуальні пер. | 30 км скіатлон | 50 км мас-старт | Спринт | 4 × 10 км естафета | Командна першість спринт |
| ---- | --- | ------------------------ | -------------- | --------------- | ------ | ------------------ | ------------------------ |
| 2014 | 21  | —                        | —              | —               | 5      | —                  | —                        |
| 2022 | 29  | —                        | —              | -               | 8      | Золото             | -                        |

### Чемпіонати світу
- 7 медалей — (2 золоті, 4 срібні, 1 бронзова)

| Рік  | Вік | 15 км індивідуальні пер. | 30 км скіатлон | 50 км мас-старт | Спринт | 4 × 10 км естафета | Командна першість спринт |
| ---- | --- | ------------------------ | -------------- | --------------- | ------ | ------------------ | ------------------------ |
| 2013 | 20  | 47                       | —              | —               | —      | Бронза             | —                        |
| 2015 | 22  | 28                       | —              | —               | 16     | —                  | —                        |
| 2017 | 24  | —                        | Золото         | Срібло          | Срібло | Срібло             | Золото                   |
| 2019 | 26  | —                        | 9              | —               | Диск.  | Срібло             | —                        |
| 2021 | 28  | —                        | —              | —               | 5      | —                  | —                        |

### Кубки світу

#### Підсумкові місця в Кубку світу за роками
| Сезон | Вік | Місце в дисципліні | Місце в дисципліні | Місце в дисципліні | Місце в дисципліні | Місце в Скі Тур | Місце в Скі Тур | Місце в Скі Тур | Місце в Скі Тур   | Місце в Скі Тур | Місце в Скі Тур |
| Сезон | Вік | Загалом            | Дистанція          | Спринт             | Ю-23               | Nordic Opening  | Тур де Скі      | Скі Тур 2020    | Фінал Кубка світу | Скі Тур Канада  |                 |
| ----- | --- | ------------------ | ------------------ | ------------------ | ------------------ | --------------- | --------------- | --------------- | ----------------- | --------------- | --------------- |
| 2013  | 20  | 55                 | 102                | 23                 | Н/Д                | —               | —               | Н/Д             | 36                | Н/Д             |                 |
| 2014  | 21  | 11                 | 46                 | 6                  | Н/Д                | 5               | —               | Н/Д             | 11                | Н/Д             |                 |
| 2015  | 22  | 26                 | 44                 | 6                  | 2                  | 47              | —               | Н/Д             | Н/Д               | Н/Д             |                 |
| 2016  | 23  | 4                  | 5                  | 6                  | Н/Д                | 21              | 3               | Н/Д             | Н/Д               | 2               |                 |
| 2017  | 24  | 2                  | 7                  | 5                  | Н/Д                | 35              | 1               | Н/Д             | —                 | Н/Д             |                 |
| 2018  | 25  | 12                 | 10                 | 12                 | Н/Д                | 23              | НФ              | Н/Д             | —                 | Н/Д             |                 |
| 2019  | 26  | 10                 | 17                 | 35                 | Н/Д                | —               | 2               | Н/Д             | —                 | Н/Д             |                 |
| 2020  | 27  | 8                  | 8                  | 19                 | Н/Д                | 10              | 2               | НФ              | Н/Д               | Н/Д             |                 |
| 2021  | 28  | 39                 | 39                 | 18                 | Н/Д                | —               | —               | Н/Д             | Н/Д               | Н/Д             |                 |
| 2022  | 29  | 2                  | 3                  | 6                  | Н/Д                | Н/Д             | —               | Н/Д             |                   | Н/Д             |                 |

#### П'єдестали в особистих дисциплінах
- 15 перемог — (4 КС, 11 ЕКС)
- 46 п'єдесталів — (21 КС, 25 ЕКС)

| №  | Сезон     | Дата                          | Місце пров.             | Перегони                   | Рівень           | Місце |
| -- | --------- | ----------------------------- | ----------------------- | -------------------------- | ---------------- | ----- |
| 1  | 2013–2014 | 15 грудня 2013                | Давос (Швейцарія)       | 1,5 км спринт В            | Кубок світу      | 3-тє  |
| 2  | 2013–2014 | 11 січня 2014                 | Нове Место (Чехія)      | 1,6 км спринт В            | Кубок світу      | 1-ше  |
| 3  | 2014–2015 | 23 січня 2015                 | Рибинськ (Росія)        | 15 км індивідуальні В      | Кубок світу      | 3-тє  |
| 4  | 2014–2015 | 24 січня 2015                 | Рибинськ (Росія)        | 1,3 км спринт В            | Кубок світу      | 2-ге  |
| 5  | 2015–2016 | 1 січня 2016                  | Ленцергайде (Швейцарія) | 1,5 км спринт В            | Етап Кубка світу | 2-ге  |
| 6  | 2015–2016 | 5 січня 2016                  | Оберстдорф (Німеччина)  | 1,5 км спринт К            | Етап Кубка світу | 2-ге  |
| 7  | 2015–2016 | 1–10 січня 2016               | Тур де Скі              | Заг. залік                 | Кубок світу      | 3-тє  |
| 8  | 2015–2016 | 23 січня 2016                 | Нове Место (Чехія)      | 15 км індивідуальні В      | Кубок світу      | 3-тє  |
| 9  | 2015–2016 | 14 лютого 2016                | Фалун (Швеція)          | 15 км мас-старт В          | Кубок світу      | 1-ше  |
| 10 | 2015–2016 | 1 березня 2016                | Гатіно (Канада)         | 1,7 км спринт В            | Етап кубка світу | 1-ше  |
| 11 | 2015–2016 | 2 березня 2016                | Гатіно (Канада)         | 17,5 км мас-старт К        | Етап Кубка світу | 3-тє  |
| 12 | 2015–2016 | 4 березня 2016                | Квебек (Канада)         | 1,7 км спринт В            | Етап Кубка світу | 3-тє  |
| 13 | 2015–2016 | 5 березня 2016                | Квебек (Канада)         | 15 км переслідування В     | Етап кубка світу | 1-ше  |
| 14 | 2015–2016 | 9 березня 2016                | Кенмор (Канада)         | 15 км + 15 км скіатлон К/В | Етап Кубка світу | 2-ге  |
| 15 | 2015–2016 | 1–12 березня 2016             | Скі Тур Канада          | Заг. залік                 | Кубок світу      | 2-ге  |
| 16 | 2016–2017 | 3 грудня 2016                 | Ліллегаммер (Норвегія)  | 10 км індивідуальні В      | Етап Кубка світу | 3-тє  |
| 17 | 2016–2017 | 11 грудня 2016                | Давос (Швейцарія)       | 1,6 км спринт В            | Кубок світу      | 1-ше  |
| 18 | 2016–2017 | 31 грудня 2016                | Val Müstair (Швейцарія) | 1,5 км спринт В            | Етап кубка світу | 1-ше  |
| 19 | 2016–2017 | 1 січня 2017                  | Val Müstair (Швейцарія) | 10 км мас-старт К          | Етап кубка світу | 1-ше  |
| 20 | 2016–2017 | 3 січня 2017                  | Оберстдорф (Німеччина)  | 10 км + 10 км скіатлон К/В | Етап кубка світу | 1-ше  |
| 21 | 2016–2017 | 4 січня 2017                  | Оберстдорф (Німеччина)  | 15 км переслідування В     | Етап кубка світу | 1-ше  |
| 22 | 2016–2017 | 6 січня 2017                  | Добб'яко (Італія)       | 10 км індивідуальні В      | Етап кубка світу | 1-ше  |
| 23 | 2016–2017 | 7 січня 2017                  | Val di Fiemme (Італія)  | 15 км мас-старт К          | Етап Кубка світу | 2-ге  |
| 24 | 2016–2017 | 31 грудня 2016 – 8 січня 2017 | Тур де Скі              | Заг. залік                 | Кубок світу      | 1-ше  |
| 25 | 2016–2017 | 18 лютого 2017                | Отепяе (Естонія)        | 1,6 км спринт В            | Кубок світу      | 3-тє  |
| 26 | 2016–2017 | 8 березня 2017                | Драммен (Норвегія)      | 1,2 км спринт К            | Кубок світу      | 3-тє  |
| 27 | 2017–2018 | 2 грудня 2017                 | Ліллегаммер (Норвегія)  | 1,5 км спринт К            | Кубок світу      | 2-ге  |
| 28 | 2017–2018 | 10 грудня 2017                | Давос (Швейцарія)       | 15 км індивідуальні В      | Кубок світу      | 2-ге  |
| 29 | 2017–2018 | 17 грудня 2017                | Добб'яко (Італія)       | 15 км переслідування К     | Кубок світу      | 2-ге  |
| 30 | 2017–2018 | 30 грудня 2017                | Ленцергайде (Швейцарія) | 1,5 км спринт В            | Етап кубка світу | 1-ше  |
| 31 | 2017–2018 | 1 січня 2018                  | Ленцергайде (Швейцарія) | 15 км переслідування В     | Етап Кубка світу | 2-ге  |
| 32 | 2018–2019 | 30 грудня 2018                | Добб'яко (Італія)       | 15 км індивідуальні В      | Етап Кубка світу | 1-ше  |
| 33 | 2018–2019 | 1 січня 2019                  | Val Müstair (Швейцарія) | 1,4 км спринт В            | Етап Кубка світу | 3-тє  |
| 34 | 2018–2019 | 2 січня 2019                  | Оберстдорф (Німеччина)  | 15 км мас-старт К          | Етап Кубка світу | 3-тє  |
| 35 | 2018–2019 | 3 січня 2019                  | Оберстдорф (Німеччина)  | 15 км переслідування В     | Етап Кубка світу | 2-ге  |
| 36 | 2018–2019 | 29 грудня 2018 – 6 січня 2019 | Тур де Скі              | Заг. залік                 | Кубок світу      | 2-ге  |
| 37 | 2019–2020 | 15 грудня 2019                | Давос (Швейцарія)       | 15 км індивідуальні В      | Кубок світу      | 2-ге  |
| 38 | 2019–2020 | 28 грудня 2019                | Ленцергайде (Швейцарія) | 15 км мас-старт В          | Етап Кубка світу | 1-ше  |
| 39 | 2019–2020 | 31 грудня 2019                | Добб'яко (Італія)       | 15 км індивідуальні В      | Етап Кубка світу | 1-ше  |
| 40 | 2019–2020 | 1 січня 2020                  | Добб'яко (Італія)       | 15 км переслідування К     | Етап Кубка світу | 2-ге  |
| 41 | 2019–2020 | 3 січня 2020                  | Val di Fiemme (Італія)  | 15 км мас-старт К          | Етап Кубка світу | 2-ге  |
| 42 | 2019–2020 | 4 січня 2020                  | Val di Fiemme (Італія)  | 1,5 км спринт К            | Етап Кубка світу | 2-ге  |
| 43 | 2019–2020 | 28 грудня 2019 – 5 січня 2020 | Тур де Скі              | Заг. залік                 | Кубок світу      | 2-ге  |
| 44 | 2021–2022 | 28 листопада 2021             | Рука (Фінляндія)        | 15 км переслідування В     | Кубок світу      | 2-ге  |
| 45 | 2021–2022 | 11 грудня 2021                | Давос (Швейцарія)       | 1,5 км спринт В            | Кубок світу      | 2-ге  |
| 46 | 2021–2022 | 12 грудня 2021                | Давос (Швейцарія)       | 15 км індивідуальні В      | Кубок світу      | 3-тє  |

#### П'єдестали в командних дисциплінах
- 2 перемоги — (1 Ес, 1 КС)
- 7 п'єдесталів — (6 Ес, 1 КС)

| № | Сезон     | Дата           | Місце пров.            | Перегони                      | Рівень      | Місце | Тов. по команді                   |
| - | --------- | -------------- | ---------------------- | ----------------------------- | ----------- | ----- | --------------------------------- |
| 1 | 2014–2015 | 18 січня 2015  | Отепяе (Естонія)       | 6 × 1,5 км командний спринт В | Кубок світу | 1-ше  | Пєтухов                           |
| 2 | 2015–2016 | 24 січня 2016  | Нове Место (Чехія)     | Естафета 4 × 7,5 км К/В       | Кубок світу | 2-ге  | Бєлов / Легков / Червоткін        |
| 3 | 2016–2017 | 18 грудня 2016 | Ла-Клюза (франція)     | Естафета 4 × 7,5 км К/В       | Кубок світу | 2-ге  | Бєлов / Легков / Червоткін        |
| 4 | 2018–2019 | 27 січня 2019  | Ульрісегамн (Швеція)   | Естафета 4 × 7,5 км К/В       | Кубок світу | 2-ге  | Ларков / Большунов / Мельниченко  |
| 5 | 2019–2020 | 8 грудня 2019  | Ліллегаммер (Норвегія) | Естафета 4 × 7,5 км К/В       | Кубок світу | 1-ше  | Якимушкін / Бєлов / Порошкін      |
| 6 | 2020–2021 | 24 січня 2021  | Лахті (Фінляндія)      | Естафета 4 × 7,5 км К/В       | Кубок світу | 3-тє  | Семіков / Якимушкін / Мельниченко |
| 7 | 2021–2022 | 5 грудня 2021  | Ліллегаммер (Норвегія) | Естафета 4 × 7,5 км К/В       | Кубок світу | 2-ге  | Терентьєв / Семиков / Мальцев     |